# Dovrebanen

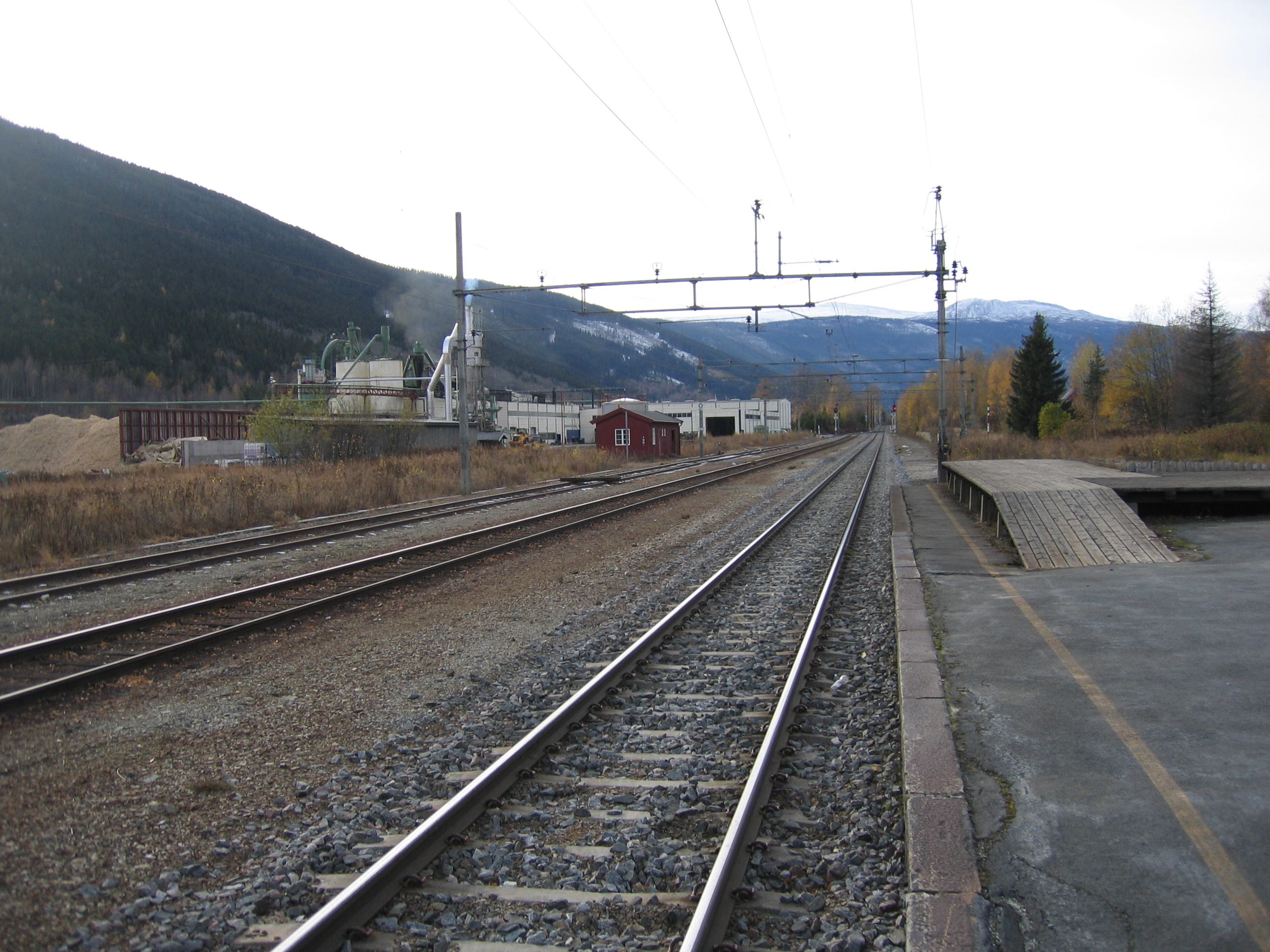
Dovrebanen.

Dovrebanen é a principal linha da Rede Ferroviária da Noruega entre Oslo e Trondheim. A Dovrebanen em si só é entre Dombås e Støren, mas normalmente toda a linha entre Oslo e Trondheim é apelidada por este nome. A linha entre Oslo e Eidsvoll é a única linha de altya velocidade da Noruega, Gardermobanen. A linha entre Eidsvoll e Dombås continua a ser a Linha Eidsvoll-Dombås tal como antes. A linha de Støren paraTrondheim é apelidada de Størenbanen. Todas as linhas têm 553 km.
O pior acidente rodoviário da Noruega aconteceu na Dovrebanen a 22 de Fevereiro de 1975 quando dois comboios colidiram um quilómetro a norte da estaçã de Tretten, matando 27 pessoas e ferindo 25. Estavam aproximadamente 800 pessoas nos dois comboios.
Comparada com a Rørosbanen, a Dovrebanen apanha um caminho mais ocidental, passando0 pela cidade de Lillehammer e nos estreitos montanhosos de Dovre, ante de se juntar novamente com a Rørosbanen em Støren. Aqui existe um ramal, Raumabanen que deixa a Dovrebanen em Dombås.

## História
A Linha foi construída em mais de 70 anos. Anos de inauguração dos seguintes troços:
- 1854: Oslo – Eidsvoll
- 1864: Støren – Trondheim
- 1894: Hamar – Tretten
- 1896: Tretten – Otta
- 1913: Otta – Dombås
- 1921: Dombås – Støren

Em 1970 a linha foi electrificada.